# Alemtuzumab
L'alemtuzumab è un anticorpo monoclonale umanizzato utilizzato contro la leucemia linfatica cronica (LLC) e la sclerosi multipla (SM). Per il suo meccanismo di azione favorisce la lisi dei linfociti B legandosi alla proteina di membrana nota come CD52.
Il CD52 è una proteina presente sulla superficie dei linfociti maturi, ma non sulle cellule staminali da cui derivano questi linfociti.
Nella LLC è stato usato sia come trattamento di prima linea che di seconda linea. Nella SM è generalmente raccomandato solo se altri trattamenti non hanno funzionato. Viene somministrato per iniezione endovenosa. Dopo il trattamento con alemtuzumab, questi linfociti portatori di CD52 sono destinati alla distruzione.
Alemtuzumab è stato approvato per uso medico negli Stati Uniti nel 2001. Il (Mab) Campath è stato ritirato dai mercati negli Stati Uniti e in Europa nel 2012 per il lancio del Lemtrada dedicato alla sclerosi multipla.
È commercializzato in Italia da parte della Genzyme Europe BV con il nome: Mabcampath; in altri paesi con i nomi: Campath, o Campath-1H.

## Storia
Le origini di alemtuzumab risalgono al Campath-1 che era un derivato da anticorpi di topo specifico contro le proteine di linfociti umani, prodotto sperimentalmente da Herman Waldmann e colleghi.
Il nome "Campath" è dato dalla composizione della parola Dipartimento dell'Università di Cambridge (Cambridge) e la parola in inglese patologia (pathology).
Inizialmente, il Campath-1 non era ideale per la terapia per il rischio di anafilassi, infatti, l'organismo ospite poteva reagire contro i determinati proteici dell'anticorpo intero del ratto. Per aggirare questo problema, Greg Winter e dai suoi colleghi umanizzarono Campath-1, estraendo le anse ipervariabili, dell'anticorpo murino, che avevano la specificità per CD52, ma dopo aver fuso queste su un anticorpo umano. Questo passaggio permise di produrre il Campath-1H che servì come base per alemtuzumab.
In data 16 febbraio 2011 viene dato l'annuncio della acquisto di Genzyme da parte di Sanofi Aventis, per un importo di circa 20 miliardi di dollari. Genzyme è l'azienda che produce e sperimenta l'alemtuzumab, il farmaco mostra promettenti sviluppi nella sclerosi multipla oltre all'indicazione approvata.
In Italia il farmaco è stato autorizzato all'immissione in commercio il 6 luglio 2001.

## Farmacocinetica
La farmacocinetica di alemtuzumab mostra un modello a due compartimenti con una cinetica di eliminazione non lineare. Il volume medio di distribuzione in condizioni all'equilibrio è risultato di 0,15 l/kg (intervallo: 0,1-0,4 l/kg), ciò indica che la distribuzione è primariamente concentrata negli spazi del fluido extracellulare e nel plasma. Con la somministrazione ripetuta e il conseguente accumulo della concentrazione plasmatica, il tasso di eliminazione è risultato vicino alla cinetica di ordine zero (lineare). L'emivita è risultata di 8 ore.
Lo Stady-State è stato raggiunto dopo 6 settimane di somministrazione.
Non sono state osservate differenze apparenti nella farmacocinetica fra maschi e femmine, né con l'età.

## Farmacodinamica
L'Alemtuzumab è un anticorpo monoclonale umanizzato anti IgG1 kappa. È ottenuto con tecniche di ingegneria genetica ed è specifico per una particolare glicoproteina (CD52) di superficie cellulare del linfocita. L'anticorpo è ottenuto partendo da una sospensione di cellule di mammifero su terreno di coltura.
L'alemtuzumab causa la lisi dei linfociti legandosi al CD52, un antigene altamente espresso sulla superficie di tutti i linfociti B e T, oltre che dei monociti, timociti e macrofagi.
L'anticorpo media la lisi dei linfociti tramite la fissazione del complemento e la immunità di tipo citotossico cellulo mediata anticorpo-dipendente. L'antigene è stato trovato in piccole quantità sui granulociti, ma non su eritrociti o piastrine. Non risulta che l'alemtuzumab danneggi le cellule staminali ematopoietiche né le cellule progenitrici.

## Indicazioni

### In label

#### Sclerosi Multipla
In Italia è utilizzato esclusivamente per il trattamento della Sclerosi Multipla Recidivante Remittente con malattia attiva definita clinicamente o attraverso le immagini di risonanza Una metanalisi di Cochrane del 2017 di studi che hanno confrontato l'alemtuzumab con l'interferone beta 1a ha concluso che i cicli annuali di alemtuzumab probabilmente riducono la percentuale di persone che soffrono di ricaduta e possono ridurre la percentuale di persone che soffrono di peggioramento della disabilità e nuove lesioni T2 sulla RM, con eventi avversi trovato ugualmente alto per entrambi i trattamenti. Tuttavia, sono stati rilevati i livelli di evidenza da bassi a moderati negli studi inclusi inclusi, ed è stata evidenziata la necessità di studi randomizzati, in doppio cieco, di alta qualità, di alta qualità, randomizzati e controllati, che confrontino la terapia mono o combinata con alemtuzumab. È generalmente raccomandato solo alle persone che non rispondono sufficientemente ad almeno altri due farmaci per la SM.

#### Leucemia Linfatica Cronica
In Italia e in Europa il suo utilizzo per la leucemia linfatica cronica (LLC) non è più autorizzato per motivi di safety.
La FDA negli USA ne approva l'uso anche per la terapia della leucemia linfocitica cronica (LLC) nei pazienti non responders ad un agente alchilante segnatamente (fludarabina). In Canada, invece, è approvato anche come prima linea nella LLC.

### Off-label
- Linfoma cutaneo a cellule T (CTCL),
- Linfoma non Hodgkin,
- Trapianto di midollo osseo e rene.

## Eventi avversi
Una complicanza importante della terapia con alemtuzumab è l'aumento significativo del rischio di infezioni opportunistiche, in particolare, la riattivazione del citomegalovirus.
Nel novembre 2018, la Food and Drug Administration (FDA) degli Stati Uniti ha emesso un avviso di sicurezza [5] in merito a rari ma gravi casi di ictus e lacerazioni delle pareti dei vasi sanguigni in pazienti con sclerosi multipla che hanno ricevuto Lemtrada (alemtuzumab), che si verificano principalmente entro 1 giorno di iniziare il trattamento e portare in alcuni casi a invalidità permanente e persino a morte.
Oltre ai 13 casi a cui si riferisce l'annuncio sulla sicurezza della FDA, altri 5 casi di emorragia intracranica spontanea sono stati identificati in modo retrospettivo da quattro centri di sclerosi multipla statunitensi in corrispondenza pubblicati online nel febbraio 2019.
Il 12 aprile 2019, il comitato di valutazione dei rischi per la farmacovigilanza (PRAC) dell'Agenzia europea per il farmaco (EMA) ha riferito di aver avviato una revisione del medicinale per la sclerosi multipla Lemtrada (alemtuzumab) a seguito di nuove segnalazioni di condizioni immuno-mediate e di problemi con il cuore e vasi sanguigni con questo medicinale, compresi casi fatali. Il PRAC ha informato che, mentre la revisione è in corso, Lemtrada deve essere iniziato solo negli adulti con sclerosi multipla recidivante-remittente che è altamente attiva nonostante il trattamento con almeno due terapie modificanti la malattia (un tipo di medicinale per la sclerosi multipla) o dove altre modificano la malattia le terapie non possono essere utilizzate. Il PRAC ha inoltre informato che i pazienti in trattamento con Lemtrada che ne beneficiano possono continuare il trattamento in consultazione con il proprio medico.
Le reazioni avverse molto comuni associate all'infusione di alemtuzumab nei pazienti con SM includono infezioni del tratto respiratorio superiore e del tratto urinario, infezioni da herpes virus, linfopenia, leucopenia, alterazioni della funzionalità tiroidea, tachicardia, eruzioni cutanee, prurito, piressia e affaticamento. Il riassunto delle caratteristiche del prodotto fornito nel compendio elettronico dei medicinali elenca ulteriormente le reazioni avverse comuni e non comuni che sono state riportate per Lemtrada, che comprendono gravi infezioni opportunistiche come la riattivazione della nocardia e del citomegalovirus.

## Controindicazioni
Da evitare in caso di gravidanza e allattamento materno.

## Effetti indesiderati
Fra gli effetti collaterali più frequenti si riscontrano broncospasmo, angioedema, dispnea, nausea, febbre, sensazione di vomito e di brividi, dolore localizzato in sede di inoculo.

### Alemtuzumab
- Angelo Sghirlanzoni, Terapia Delle Malattie Neurologiche, Springer, 3 aprile 2010,  pp. 115–, ISBN 978-88-470-1119-9.
- (EN) Ramaswamy Govindan, The Washington manual of oncology, Lippincott Williams & Wilkins, 1º ottobre 2007,  pp. 330–, ISBN 978-0-7817-8402-3.
- (EN) Robert O. Dillman, Principles of Cancer Biotherapy, Springer, July 2009,  pp. 342–, ISBN 978-90-481-2277-6.
- (EN) Hillard Lazarus e Mary Laughlin, Allogeneic Stem Cell Transplantation, Springer, 22 novembre 2009,  pp. 119–, ISBN 978-1-934115-33-6.
- (EN) Stefan Dübel, Handbook of therapeutic antibodies: Approved therapeutics[collegamento interrotto], Wiley-VCH, 26 marzo 2007,  pp. 738–, ISBN 978-3-527-31453-9.
- (EN) Helen Liapis, Hanlin Wang e Jon H. Ritter, Pathology of Solid Organ Transplantation, Springer, 7 gennaio 2011,  pp. 16–, ISBN 978-3-540-79342-7.
- (EN) George S. Eisenbarth, Immunoendocrinology: Scientific and Clinical Aspects, Springer, 30 dicembre 2010,  pp. 393–, ISBN 978-1-60327-477-7.
- (EN) Roland Martin, Molecular Basis of Multiple Sclerosis: The Immune System, Springer, 29 settembre 2010,  pp. 275–, ISBN 978-3-642-14152-2.
- (EN) Jeffrey K. Aronson, Side Effects of Drugs Annual 30: A Worldwide Yearly Survey of New Data and Trends in Adverse Drug Reactions, Elsevier, 14 ottobre 2008,  pp. 443–, ISBN 978-0-444-52767-7.
- (EN) Jeffrey K. Aronson, Side Effects of Drugs Annual 30: A Worldwide Yearly Survey of New Data and Trends in Adverse Drug Reactions, Elsevier, 14 ottobre 2008,  pp. 443–, ISBN 978-0-444-52767-7.
- (EN) David Schiff, Cancer neurology in clinical practice: neurologic complications of cancer and its treatment, Humana Press, 18 aprile 2008,  pp. 364–, ISBN 978-1-58829-983-3.
- (EN) David Rog, Multiple Sclerosis: Answers at Your Fingertips, Class Publishing Ltd, 1º aprile 2009,  pp. 117–, ISBN 978-1-85959-218-2.